# Laksko-darginski narodi
Laksko-darginski narodi, jedna od tri glavne etnolongvističke podskupie dagestanskih naroda, nahsko-dagestanske porodice, naseljenih u području Dagestana u Rusiji. Cijela grupa dobiva ime po Lakcima i Dargincima, a obuhvaća i manje narode Kubačinci i Kajtaki. Sami sebe Lakci nazivaju Lakk (sing.), odnosno Lakkuču (pl.) dok su prije bili poznati kao Kazikumuhci što dolazi od arapskog  'ghazi'  (=ratnik vjere') i lakskog Kumuh, njihovog političkog i kulturnog središta. Među Dargincima nalazimo vlastiti naziv Darganti koji u singularu glasi Dargan. Kubačinci koji sebe zovu: Urbug ili Urbuganti [sing., Urbugan] i Kajtaki (Khaydaq', Khaydaq'lanti [sing., Khaydaq'lan]) asimilirani su od Darginaca.
Lakskim jezikom danas se u Rusiji služi oko 118,000 ljudi, a ponešto ih živi i u Azerbajdžanu, Gruziji, Kazahstanu, Kirgiziji, Tadžikistanu i Turkmenistanu. Darginskim govori oko 365,000, na području bivšegr SSSR-a (1993 UBS), ili oko 371,000 u svim zemljama, uključujući u Azerbajdžanu (863); 636 u Kazakhstanu; 1,419 in Kirgiziji; 1,599 u Turkmenistan; 634 u Ukrajini i 1,337 u Uzbekistanu;